# IC 2225
IC 2225 је спирална галаксија у сазвјежђу Рис која се налази на листи објеката дубоког неба у Индекс каталогу.
Деклинација објекта је + 35° 56' 49" а ректасцензија 8h 5m 28,1s. Привидна величина (магнитуда) објекта IC 2225 износи 14,0 а фотографска магнитуда 14,9. IC 2225 је још познат и под ознакама MCG 6-18-12, CGCG 178-26, PGC 22708.